# 吕尼
吕尼（法語：Lugny，法語發音：[lyɲi]）是法国索恩-卢瓦尔省的一个市镇，属于马孔区。

## 地理
吕尼（46°28'21"N, 4°48'35"E）面积13.88 平方千米，位于法国勃艮第-弗朗什-孔泰大區索恩-卢瓦尔省，该省份为法国中部省份，北起顺时针与科多尔省、汝拉省、安省、罗讷省、卢瓦尔省、阿列省和涅夫勒省接壤。
与吕尼接壤的市镇（或旧市镇、城区）包括：比西拉马科奈斯、比尔日、沙尔多奈、蒙贝莱、佩罗讷、于希济。

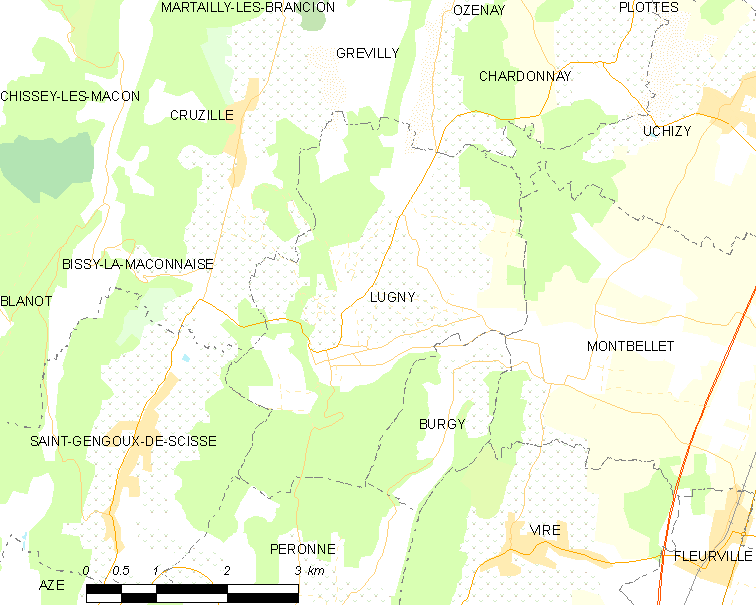
吕尼的OSM定位图

吕尼的时区为UTC+01:00、UTC+02:00（夏令时）。

## 行政
吕尼的邮政编码为71260，INSEE市镇编码为71267。

## 政治
吕尼所属的省级选区为于里尼县。

## 人口

1962-2008年间吕尼人口变化图示

吕尼于2022年1月1日时的人口数量为848人。